# Quartier Grammont de Tours
Le quartier Grammont, parfois appelé Grammont-Prébendes, voire Prébendes d'Oé ou encore Blaise-Pascal-Grammont, est une subdivision de la ville française de Tours. Situé dans la partie centrale de la commune, il est frontalier avec le quartier du Vieux-Tours au nord et le Sanitas à l'est. Il doit son nom à l'avenue de Grammont et au jardin des Prébendes d'Oé. En 2020, il compte près de 11 000 habitants.
Bien que présentant dans son ensemble une population relativement mixte, le vaste secteur des Prébendes est le quartier le plus riche de la ville et souvent vu comme un quartier privilégié et bourgeois. Il contient surtout des maisons individuelles, alors que l'avenue de Grammont compte davantage de grands immeubles et des commerces. L'avenue est par ailleurs la plus grande de la ville et en est l'axe principal et central. Il est en partie traversé par le tramway de Tours depuis 2013.

## Délimitation
Le quartier Grammont est défini par l'Insee dans son partage de la commune de Tours en 22 îlots regroupés pour l'information statistique (IRIS). Il est ainsi limité par le boulevard Béranger et Heurteloup au nord, par la rue Blaise Pascal et le boulevard de Lattre de Tassigny à l'est, les boulevards Général de Gaulle et Jean Royer au sud, et enfin les rues Giraudeau, Lakanal et de Metz à l'ouest. Les quartiers Rabelais-Tonnellé, Sanitas et du Vieux-Tours sont limitrophes à l'ouest, à l'est et au nord respectivement.
Historiquement, le quartier de l'Insee correspond à deux quartiers différents : les Prébendes d'Oé et le quartier Blaise-Pascal-Grammont, séparés par l'avenue de Grammont.

## Toponymie
Le quartier tire son nom de l'avenue de Grammont, qui elle-même doit son nom à une altération de son ancien nom de « Grandmont », tiré du prieuré grandmontain du Bois Rahier.

## Histoire

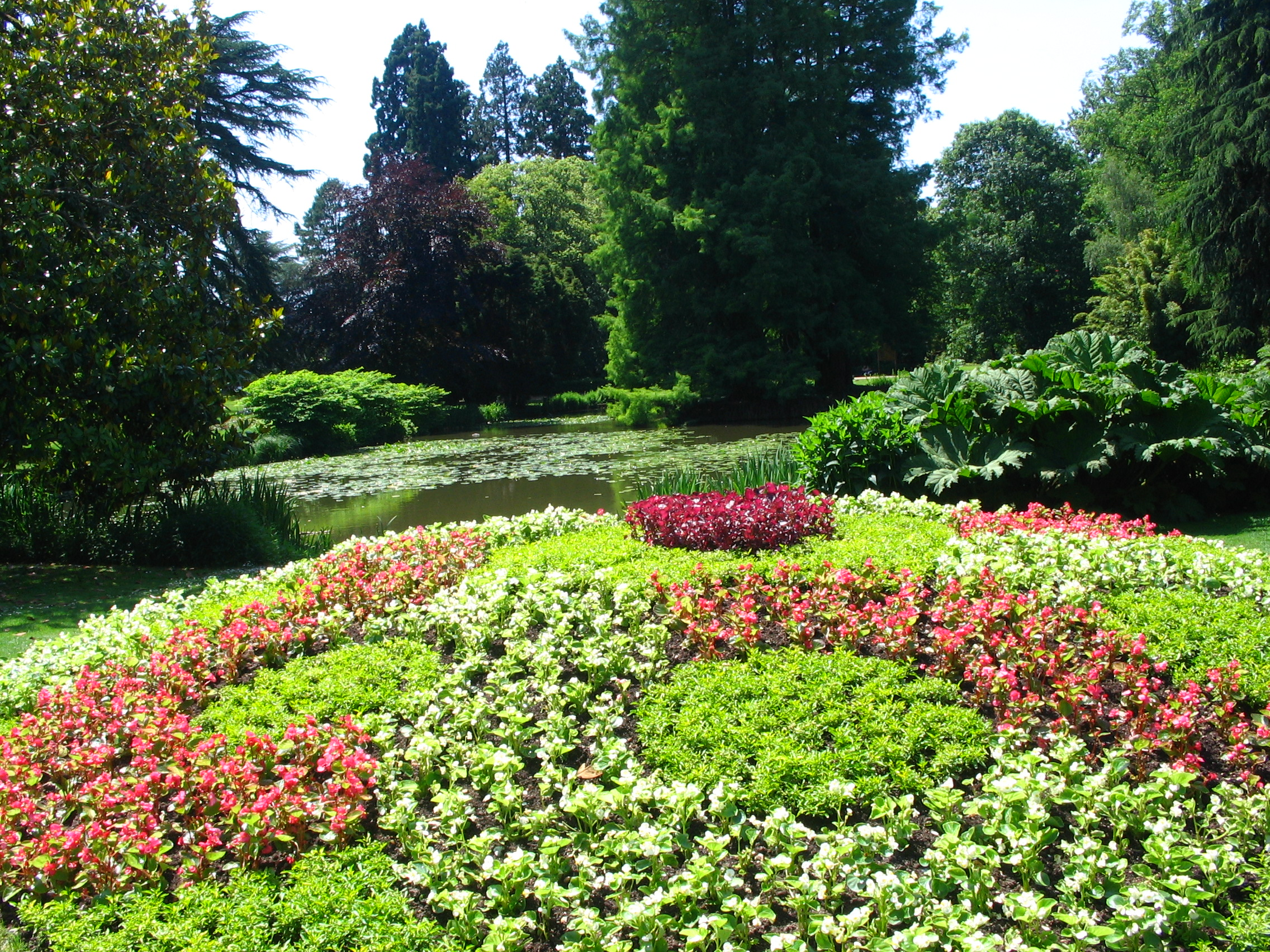
Le jardin des Prébendes d'Oé.

Le quartier de Grammont et des Prébendes naissent de l'extension de la ville de Tours vers le sud. L'avenue de Grammont commence à être percée en 1767. Elle est alors appelée route de Saint-Étienne en référence à l'ancienne commune de Saint-Étienne-Extra, qui a fusionné avec Tours en 1845. Elle prend ensuite le nom d'avenue de Grandmont, tiré du Prieuré Grandmontain du bois Rahier présent au sud de la commune. 
La progression démographique de la ville pousse de plus en plus d'habitants à s'installer à partir de 1872 entre le boulevard Béranger et l'avenue de Grammont. Un plan en damier guide l'urbanisation du quartier des Prébendes, qui compte des maisons de deux étages en moyenne construites avec des pierres de tuffeau. Peu après, l'est de l'avenue de Grammont se développe de manière relativement similaire, notamment sur les rues Blaise Pascal et Michelet. 
Le jardin des Prébendes d'Oé est implanté sur d'anciens potagers dès les débuts de l'urbanisation du quartier et en est devenu l'élément le plus marquant. Il est créé entre 1872 et 1874, peu après la guerre de 1870 par les frères Bühler. Depuis 2003, il est inscrit au titre des monuments historiques.

## Patrimoine

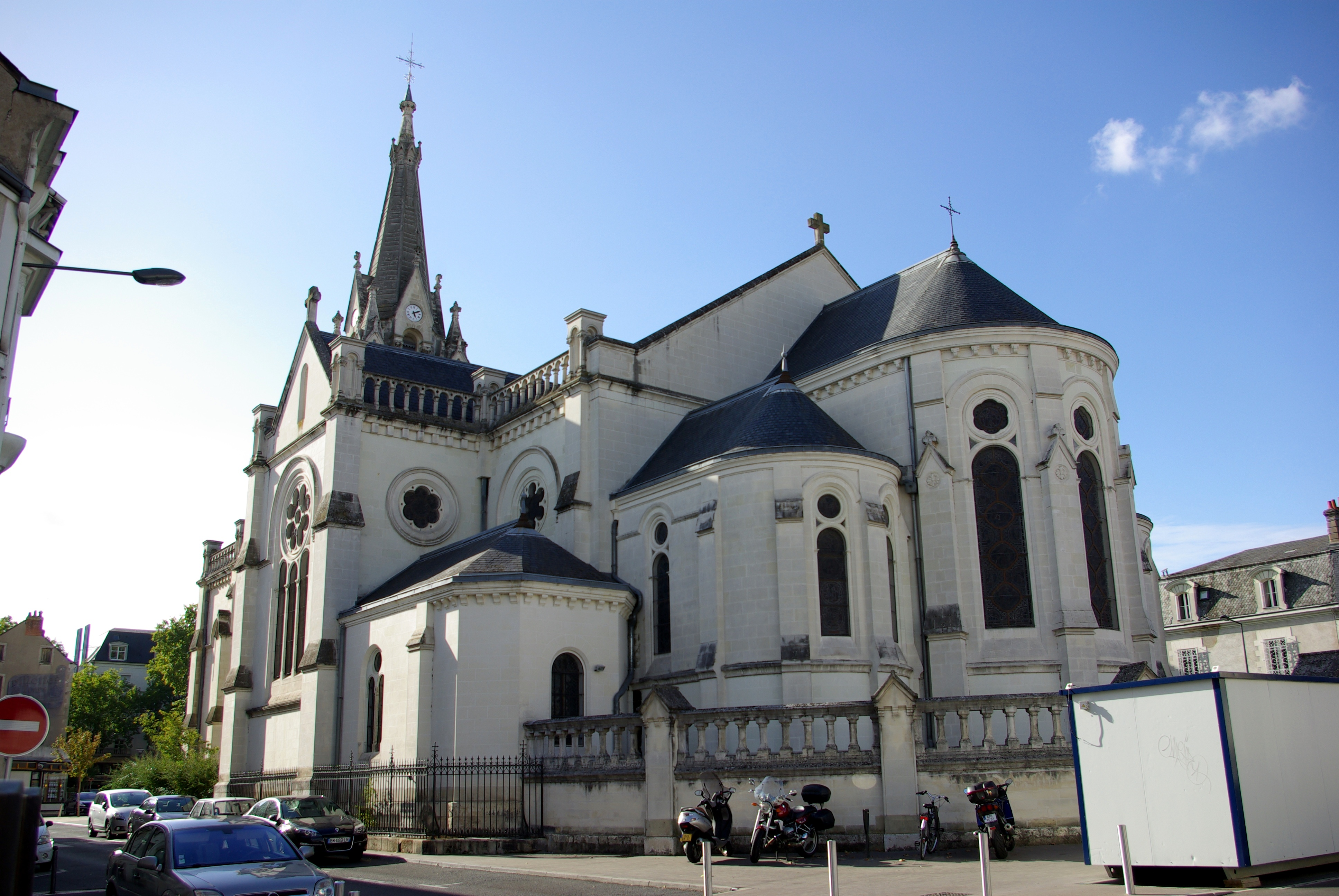
L'église Saint-Étienne de Tours.

Le quartier compte quelques ouvrages remarquables, notamment des édifices religieux. On trouve par exemple la synagogue de Tours, rue parmentier, construite en 1907 et inscrite au titre des monuments historiques en 1994. 
Un peu plus au nord, on trouve l'église Saint-Étienne au centre de la place Michelet, qui tire son nom de l'ancienne commune de Saint-Étienne-Extra. Cette dernière avait passé commande d'une église en 1843, mais elle disparait à peine deux années plus tard quand elle est absorbée par la ville de Tours, et le projet est abandonné. Un plan plus ambitieux est toutefois adopté en 1864 pour accueillir jusqu'à 1 500 croyants. Présentant un style néo-gothique, l'église est construite en cinq années, entre 1869 et 1874. 
À l'autre extrémité de quartier, on trouve l'église moderne Sainte-Jeanne-d'Arc construite entre 1969 et 1970 sur la rue Salengro et qui peut accueillir jusqu'à un millier de fidèles,. Enfin, une église évangélique s'est installée au début des années 1980 sur la rue George Sand .

## Conditions de vie

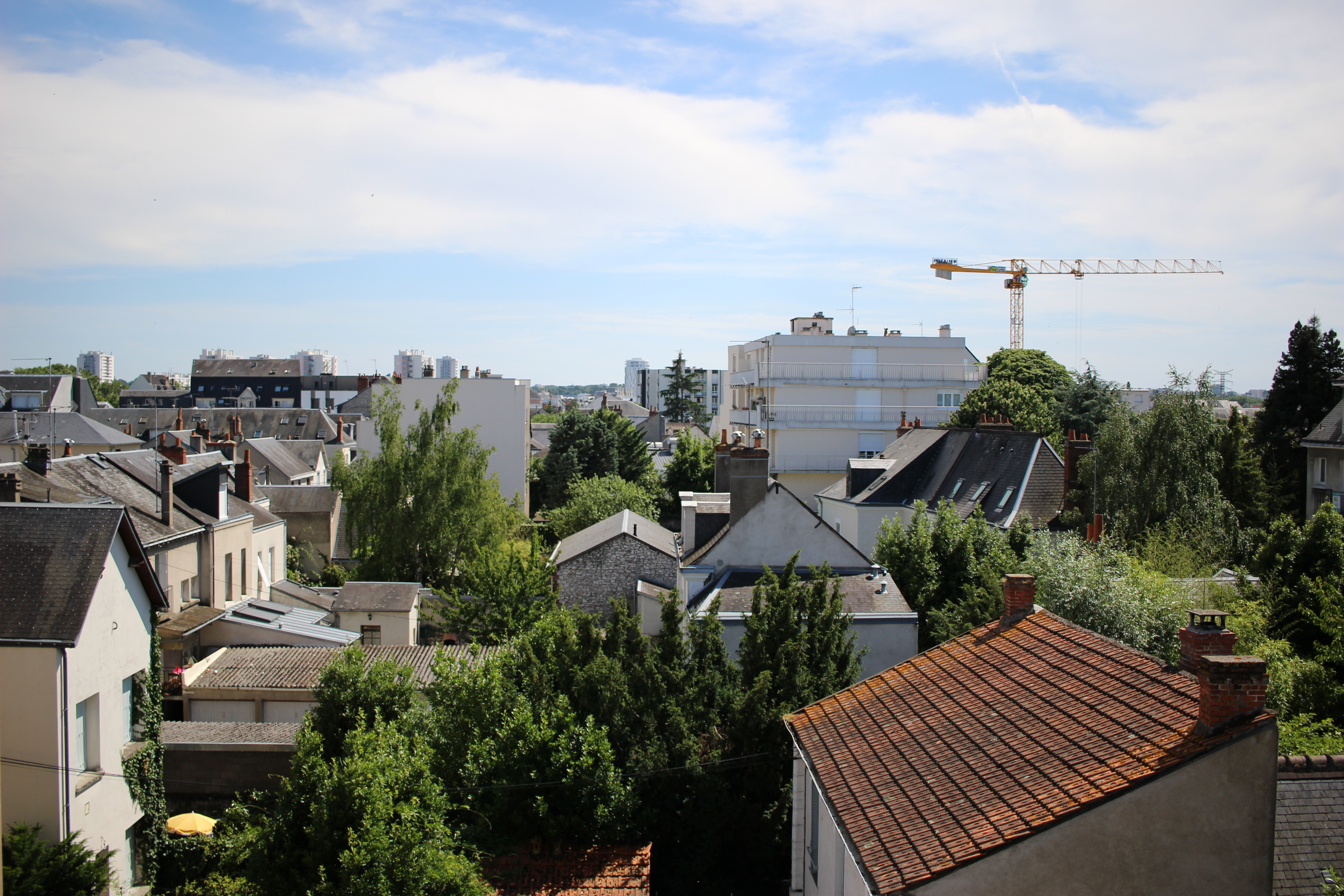
Le sud de Tours vu depuis les Prébendes.

Le quartier Grammont-Prébendes est un quartier de classes moyennes et surtout supérieures. Les revenus moyens des habitants sont élevés : 29 400 euros par an et par ménage en moyenne, soit environ 2 450 euros par mois et par ménage. Ce dernier contient en moyenne 1,8 personne. Le taux de chômage est un peu inférieur à la moyenne communale, à 11 % contre 14 % en 2009. Près de 68 % des salariés du quartier sont des cadres et 18 % des habitants sont retraités. Près de 36 % des habitants sont propriétaires de leur logement et seuls 2 % sont bénéficiaires de baux sociaux,. 
Ces chiffres ne doivent cependant par cacher une disparité entre le secteur Prébendes, très aisé, et l'avenue de Grammont. Pour l'Observatoire des inégalités, par ailleurs basé dans le quartier voisin du Sanitas, le « quartier bourgeois des Prébendes pris au sens large émerge seul comme quartier riche, les autres quartiers [de Tours] de réputation bourgeoise ayant en fait une population plus mélangée ». L'étude qui se base sur les chiffres de l'Insee et divise le quartier en quatre îlots regroupés pour l'information statistique (IRIS), note que les 10 % des personnes les plus riches au sein du secteur Prébendes ont des revenus annuels de 89 262 euros, soit 7 439 par mois. Dans ce même secteur, près de la moitié des habitants sont propriétaires de leur logement et on ne trouve aucun logement social.

## Services publics
Du fait de sa position relativement centrale au sein de la ville de Tours, le quartier est bien desservi pour les transports en commun. L'avenue de Grammont, axe central de la ville, est ainsi traversé par les lignes 2 et 10 du réseau Fil bleu. Depuis son inauguration en 2013, le tramway de Tours marque deux arrêts dans le quartier : places Jean-Jaurès et Liberté. 

## Éducation

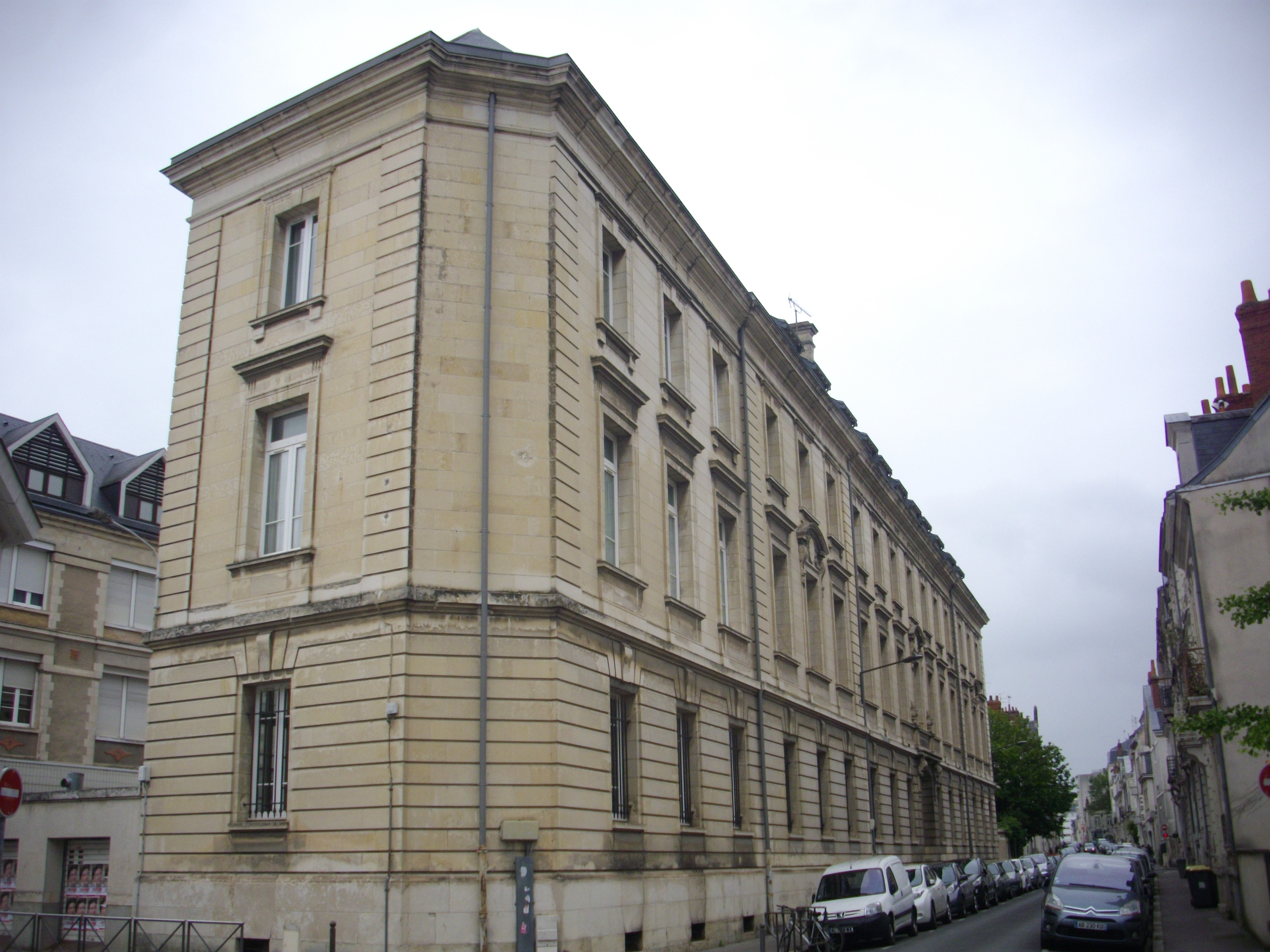
Le lycée Balzac.

Le quartier compte plusieurs structures éducatives. La plus importante est le lycée général et technologique Balzac présente sur la rue d'Entraigues, dans le secteur des Prébendes. Il compte près de mille élèves et propose aussi des BTS « management des unités commerciales ». À l'est de l'avenue de Grammont, on trouve à la limite du Sanitas l'école élémentaire et le collège Michelet, rue Galpin Thiou, avec 124 et 500 élèves respectivement. 
Le quartier compte aussi plusieurs institutions privées, qui attirent surtout la population aisée des Prébendes. La plus importante est l'école privée Saint-Grégoire. Elle est issue de l'externat Saint-Grégoire, fondé par des jésuites en 1872 dans la ville de Tours. Alors que le collège et lycée se sont implantés dans le quartier Paul-Bert en 1912, l'école maternelle et primaire sont restés dans le quartier, rue Roger Salengro.

## Économie et commerces
La quasi-totalité des commerces du quartier sont présents sur l'avenue de Grammont, qui est devenue un centre d'activité très fort après les bombardements de la Seconde Guerre mondiale, qui ont détruit une partie du centre-ville. Elle est même pendant un temps le principal point commercial de la ville, avant la restauration de la rue Nationale. Cependant, l'avenue de Grammont est en perdition depuis les années 1990, passant de 201 commerces actifs à 158 en 2017. Elle fait face à de nombreuses fermetures et un turnover important des enseignes, surtout dans sa partie sud.